# Homotropus
Homotropus is een geslacht van insecten uit de orde vliesvleugeligen (Hymenoptera) en de familie Ichneumonidae.

## Soorten
- H. crassicornis Thomson, 1890
- H. crassicrus Thomson, 1890
- H. elegans (Gravenhorst, 1829)
- H. lissosoma Dasch, 1964
- H. longiventris Thomson, 1890
- H. melanogaster (Holmgren, 1872)
- H. nigritarsus (Gravenhorst, 1829)
- H. nigrolineatus Strobl, 1903
- H. pacificus (Cresson, 1879)
- H. pallipes (Gravenhorst, 1829)
- H. pictus (Gravenhorst, 1829)
- H. signatus (Gravenhorst, 1829)
- H. subopacus (Stelfox, 1941)
- H. vitreus Dasch, 1964